# Pieter van Gelder
Pieter van Gelder (Wormerveer, 29 januari 1792 - Beetsterzwaag, 24 november 1868) was een Nederlandse politicus.

## Leven en werk
Van Gelder, lid van de familie (Smidt) van Gelder, was een zoon van Pieter Smidt van Gelder (1762-1842) en Dieuwertje Schouten (1760-1827). Hij trouwde in 1815 met Evertje Eindhoven (1788-1871).
Van Gelder was, net als zijn vader, papierfabrikant en lid van de firma Van Gelder, Schouten & Co. In 1844 werd hij benoemd tot burgemeester en secretaris van Wormerveer. Acht jaar later werd hij, op eigen verzoek, eervol ontslagen.